# La caixa
La caixa (títol original: A Caixa) és una pel·lícula portuguesa dirigida per Manoel de Oliveira, estrenada l'any 1994. Ha estat doblada al català.

## Argument
Un usurer ancià i cec perd la caixa on guarda les seves almoines. Aquesta circumstància desencadena una sèrie d'imprevists. El cineasta portuguès Manoel de Oliveira va partir en aquesta tragicomèdia d'una situació anecdòtica per referir-se a les complexitats de l'ésser humà.

## Repartiment
- Luís Miguel Cintra: el cec
- Glicínia Quartin: vella dona
- Ruy de Carvalho: la taverner
- Beatriz Batarda: la filla
- Diogo Dória: l'amic
- Isabel Ruth: la venedora
- Filipe Cochofel: el gendre
- Sofia Alves: la prostituta
- Mestre Duarte Costa: el guitarrista
- Paula Seabra: la dona embarassada